# Tréflévénez
Tréflévénez är en kommun i departementet Finistère i regionen Bretagne i västra Frankrike. Kommunen ligger i kantonen Ploudiry som tillhör arrondissementet Brest. År 2022 hade Tréflévénez 247 invånare.

## Befolkningsutveckling
Antalet invånare i kommunen Tréflévénez
Referens:INSEE